# Марк Бергер (дзюдоїст)
Марк Бергер (народився 3 січня 1954) — канадський дзюдоїст. Володар золотої медалі у змаганнях з дзюдо серед чоловіків у важкій вазі на Панамериканських іграх 1983 року та бронзової медалі на літніх Олімпійських іграх 1984 року, він був прийнятий до Зали спортивної слави Манітоби в 1994 році. Він народився в Україні та наприкінці 1970-х отримав громадянство Канади. Він виграв золоті медалі у важкій вазі на Маккабійських іграх 1981 року та Маккабійських іграх 1985 року в Ізраїлі.

## Кар'єра дзюдо
Бергер іммігрувала до Канади з України, зупинившись спочатку у Відні, Австрія, чекаючи на отримання візи в 1977 році. Його канадська кар'єра в дзюдо розпочалася в 1978 році, коли він виграв золоту медаль на Літніх іграх Західної Канади. 

### Національні звання
Він вигравав національний титул Канади в 1980, 1981, 1983, 1984 і 1986 роках.

### Чемпіонат світу
У 1981 році він посів 6 місце на чемпіонаті світу та 5 місце в 1984 році.

### Ігри Маккавія
Бергер, який є євреєм, виграв золоті медалі у важкій вазі на Іграх Маккабія 1981 року (у боротьбі та срібна медаль у дзюдо) та Іграх Маккабія 1985 року в Ізраїлі, а також змагався за Канаду з дзюдо в 1997 році.

### Ігри Співдружності
У 1986 році він виграв срібну медаль у +95 кг у ваговій категорії на показових змаганнях з дзюдо в рамках Ігор Співдружності 1986 року.

### Панамериканські ігри
Бергер виграв золоту медаль на Панамериканських іграх 1983 року та був визнаний спортсменом року в провінції.

### Олімпіада
У 1984 році на Олімпіаді в Лос-Анджелесі він завоював бронзову медаль з дзюдо у важкій вазі. Він переміг Радоміра Ковачевича з Югославії та виграв бронзову медаль.

### Зал слави
У 1994 році його ввели до Зали спортивної слави Манітоби. 
У 1996 році його ввели до Зали слави дзюдо Канади.

## Різне
- Зараз Бергер є тренером у Канаді.
- Бергер тренувала чоловічу та жіночу команди з дзюдо на Іграх Маккабія в 2001 році.
- Він також є міжнародним арбітром.
- Бергер володіє 7-м ступенем чорного поясу з дзюдо, а також 3-разовим володарем звання Майстра спорту з боротьби та посіла 2 місце на Чемпіонаті світу з самбо .
- Зараз Бергер викладає в школі Ральфа Брауна як вчитель фізкультури. Відтоді звільнився з викладання в школі Ральфа Брауна.

## Зовнішні посилання
- Офіційний веб-сайт
- Біографія євреїв у спорті